# Шило Василь Степанович
Васи́ль Степа́нович Ши́ло (1896, село Забір'я Чернігівської губернії (за іншими даними — в селі Зазора Орловської губернії), тепер Красногорського району Брянської області, Росія — січень 1977, Київ) — український радянський діяч, нарком зернових і тваринницьких радгоспів Української РСР. Депутат Верховної Ради УРСР 1-го скликання. Кандидат у члени ЦК КП(б)У (1940—1949).

## Біографія
Народився в родині селянина-бідняка. Шістнадцятирічним юнаком розпочав свою трудову діяльність. Спершу працював телефоністом, а потім діловодом телефонного відділення в містечку Сухарі(?) Орловської губернії. До 1915 року — волосний писар.
У 1915–1917 роках — у російській імператорській армії. Учасник Першої світової війни.
Член РСДРП(б) з 1918 року.
Працював головою Надзвичайної комісії (ЧК) Суразького повіту Чернігівської губернії.
З 1919 року — в Червоній армії. Учасник громадянської війни на території України та Росії. Служив військовим комісаром і головою продовольчого комітету 2-го Богунського і 4-го Таращанського полків 1-ї Української Радянської і 44-ї Сиваської дивізій РСЧА. Брав участь у боях на Південно-Західному фронті проти військ УНР, російських білогвардійських військ генерала Денікіна та польського війська.
У 1920–1923 роках — повітовий продовольчий комісар в Золотоноші на Черкащині, а потім — в Олександрії.
Працював директором цукрового комбінату. З 1928 по 1929 рік — керуючий радгоспами цукрового комбінату в селі Почапинці.
З 1929 року — студент Київського сільськогосподарського інституту цукрової промисловості, здобув фах агроінженера.
Після закінчення інституту керував сільськогосподарською групою Київської обласної Контрольної комісії — Робітничо-селянської інспекції. Через рік працював головою комісії із визначення врожайності в Калінінській (тепер — Тверській) області РРФСР.
З 1937 по 1938 рік — інспектор Київської обласної державної комісії із сортовипробовування зернових культур.
У травні 1938 — 8 січня 1941 року — народний комісар зернових і тваринницьких радгоспів Української РСР. Звільнений із посади наркома, «як такий, що не справився з роботою».
З червня 1941 року — в Червоній армії, учасник німецько-радянської війни. Служив начальником управління 38-ї армії, заступником начальника тилу 38-ї армії з трофеїв, начальником управління трофейного озброєння 4-го Українського фронту.
Після демобілізації працював на різних керівних посадах в органах державного контролю Української РСР.
Потім — персональний пенсіонер союзного значення. Проживав у Києві.
Помер у січні 1977 року.

## Звання
- підполковник інтендантської служби

## Нагороди
- орден Трудового Червоного Прапора (7.02.1939)
- два ордени Червоного Прапора (11.03.1944, …)
- два ордени Вітчизняної війни 1-го ст. (22.02.1945, 10.08.1945)
- орден Вітчизняної війни 2-го ст. (14.06.1945)
- п'ять медалей